# Liuben
Liuben es una película búlgara de 2023 dirigida por Venci Kostov. Es la primera película de Kostov, con tintes autobiográficos, y el primer largometraje de temática LGBT+ de Bulgaria.

## Argumento
Víctor (Dimitar Nikolov) vuelve a su país natal durante las vacaciones de verano. De veinte y poco años de edad, se ha criado en la ciudad española de Málaga. Ya en Bulgaria conoce a Liuben (Bojidar Asenov), un adolescente huérfano de etnia gitana que se gana la vida, entre otras cosas, vendiendo frutas junto a una carretera. Ambos vivirán una relación ambigua, entre la amistad y el deseo.

## Reparto
- Dimitar Nikolov como Víctor
- Bojidar Iankov Asenov como Liuben

## Producción
Es la primera película de Venci Kostov, con tintes autobiográficos; el director migró a Málaga en 1999. También es el primer largometraje de temática LGBT+ de Bulgaria.

### Estreno
La película fue estrenada en España en julio de 2023.